# Omloop Het Nieuwsblad 2024
Omloop Het Nieuwsblad 2024 var den 79. udgave af det belgiske cykelløb Omloop Het Nieuwsblad. Det 202,2 km lange linjeløb blev kørt den 24. februar 2024 med start i Gent og mål i Ninove i Østflandern. Løbet var fjerde arrangement på UCI World Tour 2024. Det blev kørt samme dag som sjette etape af UAE Tour.
Løbet blev vundet af slovenske Jan Tratnik fra Team Visma  |  Lease a Bike.

## Resultater
| \| Samlede stilling \| Samlede stilling \| Samlede stilling \| Samlede stilling \| Samlede stilling \| \| Rytter \| Rytter \| Hold \| Tid \| \| \| ---------------- \| ------------------ \| -------------------------- \| ---------------- \| ---------------- \| \| 1. \| Jan Tratnik \| Team Visma \\| Lease a Bike \| 4t 31' 28" \| \| \| 2. \| Nils Politt \| UAE Team Emirates \| + 3" \| \| \| 3. \| Wout van Aert \| Team Visma \\| Lease a Bike \| + 8" \| \| \| 4. \| Oliver Naesen \| Decathlon-AG2R La Mondiale \| + 8" \| \| \| 5. \| Christophe Laporte \| Team Visma \\| Lease a Bike \| + 8" \| \| \| 6. \| Laurenz Rex \| Intermarché-Wanty \| + 8" \| \| \| 7. \| Jasper Stuyven \| Lidl-Trek \| + 8" \| \| \| 8. \| Tom Pidcock \| Ineos Grenadiers \| + 8" \| \| \| 9. \| Matteo Trentin \| Tudor Pro Cycling Team \| + 8" \| \| \| 10. \| Arnaud De Lie \| Lotto Dstny \| + 8" \| \| |                    |                            |            |
| |                    |                            |            |
| Kilde: ProCyclingStats |                    |                            |            |
| Samlede stilling |                    |                            |            |
| Rytter | Rytter             | Hold                       | Tid        |
| 1. | Jan Tratnik        | Team Visma \| Lease a Bike | 4t 31' 28" |
| 2. | Nils Politt        | UAE Team Emirates          | + 3"       |
| 3. | Wout van Aert      | Team Visma \| Lease a Bike | + 8"       |
| 4. | Oliver Naesen      | Decathlon-AG2R La Mondiale | + 8"       |
| 5. | Christophe Laporte | Team Visma \| Lease a Bike | + 8"       |
| 6. | Laurenz Rex        | Intermarché-Wanty          | + 8"       |
| 7. | Jasper Stuyven     | Lidl-Trek                  | + 8"       |
| 8. | Tom Pidcock        | Ineos Grenadiers           | + 8"       |
| 9. | Matteo Trentin     | Tudor Pro Cycling Team     | + 8"       |
| 10. | Arnaud De Lie      | Lotto Dstny                | + 8"       |

## Hold og ryttere
| UCI WorldTeams (18)- Alpecin-Deceuninck - Arkéa-B&B Hotels - Astana Qazaqstan Team - Bahrain Victorious - Bora-Hansgrohe - Cofidis - Decathlon-AG2R La Mondiale - EF Education-EasyPost - Groupama-FDJ - Ineos Grenadiers - Intermarché-Wanty - Lidl-Trek - Movistar Team - Soudal Quick-Step - Team dsm-firmenich PostNL - Team Jayco AlUla - Team Visma \| Lease a Bike - UAE Team Emirates UCI ProTeams (7)- Bingoal WB - Israel-Premier Tech - Lotto Dstny - Q36.5 Pro Cycling Team - Team Flanders-Baloise - Uno-X Mobility - Tudor Pro Cycling Team |
| |

### Danske ryttere
| Danske ryttere på startlisten |                         |                       |           |
| Rygnummer                     | Rytter                  | Hold                  | Placering |
| 22                            | Kasper Asgreen          | Soudal Quick-Step     | DNF       |
| 26                            | Casper Pedersen         | Soudal Quick-Step     | 40        |
| 104                           | Mikkel Honoré           | EF Education-EasyPost | DNF       |
| 107                           | Michael Valgren         | EF Education-EasyPost | 67        |
| 143                           | Mathias Norsgaard       | Movistar Team         | 76        |
| 163                           | Anders Foldager         | Team Jayco AlUla      | DNF       |
| 165                           | Christopher Juul-Jensen | Team Jayco AlUla      | 118       |

* DNF = gennemførte ikke

### Startliste
| Team Visma \| Lease a Bike TVL | Team Visma \| Lease a Bike TVL      | Team Visma \| Lease a Bike TVL |
| ------------------------------ | ----------------------------------- | ------------------------------ |
| Nr.                            | Rytter                              | Placering                      |
| 1                              | Dylan van Baarle (NED) (landevej)   | 34.                            |
| 2                              | Wout van Aert (BEL)                 | 3.                             |
| 3                              | Christophe Laporte (FRA) (landevej) | 5.                             |
| 4                              | Tiesj Benoot (BEL)                  | 35.                            |
| 5                              | Jan Tratnik (SLO)                   | 1.                             |
| 6                              | Matteo Jorgenson (USA)              | 29.                            |
| 7                              | Edoardo Affini (ITA)                | 95.                            |

| Alpecin-Deceuninck ADC | Alpecin-Deceuninck ADC  | Alpecin-Deceuninck ADC |
| ---------------------- | ----------------------- | ---------------------- |
| Nr.                    | Rytter                  | Placering              |
| 11                     | Jasper Philipsen (BEL)  | 66.                    |
| 12                     | Michael Gogl (AUT)      | 73.                    |
| 13                     | Quinten Hermans (BEL)   | 132.                   |
| 14                     | Lars Boven (NED)        | DNF                    |
| 15                     | Oscar Riesebeek (NED)   | 131.                   |
| 16                     | Stan Van Tricht (BEL)   | 118.                   |
| 17                     | Gianni Vermeersch (BEL) | 18.                    |

| Soudal Quick-Step SOQ | Soudal Quick-Step SOQ    | Soudal Quick-Step SOQ |
| --------------------- | ------------------------ | --------------------- |
| Nr.                   | Rytter                   | Placering             |
| 21                    | Julian Alaphilippe (FRA) | DNF                   |
| 22                    | Kasper Asgreen (DEN)     | DNF                   |
| 23                    | Josef Černý (CZE)        | 124.                  |
| 24                    | Yves Lampaert (BEL)      | 21.                   |
| 25                    | Gianni Moscon (ITA)      | 80.                   |
| 26                    | Casper Pedersen (DEN)    | 40.                   |
| 27                    | Warre Vangheluwe (BEL)   | DNF                   |

| Intermarché-Wanty IWA | Intermarché-Wanty IWA           | Intermarché-Wanty IWA |
| --------------------- | ------------------------------- | --------------------- |
| Nr.                   | Rytter                          | Placering             |
| 31                    | Biniam Girmay (ERI)             | 55.                   |
| 32                    | Dries De Pooter (BEL)           | 87.                   |
| 33                    | Hugo Page (FRA)                 | 44.                   |
| 34                    | Adrien Petit (FRA)              | 117.                  |
| 35                    | Laurenz Rex (BEL)               | 6.                    |
| 36                    | Mike Teunissen (NED)            | 13.                   |
| 37                    | Roel van Sintmaartensdijk (NED) | 116.                  |

| Arkéa-B&B Hotels ARK | Arkéa-B&B Hotels ARK   | Arkéa-B&B Hotels ARK |
| -------------------- | ---------------------- | -------------------- |
| Nr.                  | Rytter                 | Placering            |
| 41                   | Florian Sénéchal (FRA) | DNF                  |
| 42                   | Amaury Capiot (BEL)    | 45.                  |
| 43                   | Mathis Le Berre (FRA)  | 85.                  |
| 44                   | Alan Riou (FRA)        | 123.                 |
| 45                   | Luca Mozzato (ITA)     | 128.                 |
| 46                   | Łukasz Owsian (POL)    | 93.                  |
| 47                   | Jenthe Biermans (BEL)  | 17.                  |

| Astana Qazaqstan Team AST | Astana Qazaqstan Team AST         | Astana Qazaqstan Team AST |
| ------------------------- | --------------------------------- | ------------------------- |
| Nr.                       | Rytter                            | Placering                 |
| 51                        | Cees Bol (NED)                    | 84.                       |
| 52                        | Jevgenij Fedorov (KAZ)            | 83.                       |
| 53                        | Samuele Battistella (ITA)         | 129.                      |
| 54                        | Max Kanter (GER)                  | DNF                       |
| 55                        | Aleksej Lutsenko (KAZ) (landevej) | 31.                       |
| 56                        | Ide Schelling (NED)               | 43.                       |
| 57                        | Rüdiger Selig (GER)               | DNF                       |

| Bahrain Victorious TBV | Bahrain Victorious TBV       | Bahrain Victorious TBV |
| ---------------------- | ---------------------------- | ---------------------- |
| Nr.                    | Rytter                       | Placering              |
| 61                     | Matevž Govekar (SLO)         | DNF                    |
| 62                     | Kamil Gradek (POL)           | DNF                    |
| 63                     | Fran Miholjević (CRO)        | 102.                   |
| 64                     | Matej Mohorič (SLO)          | 24.                    |
| 65                     | Andrea Pasqualon (ITA)       | 62.                    |
| 66                     | Fred Wright (GBR) (landevej) | DNF                    |
| 67                     | Dušan Rajović (SRB)          | DNF                    |

| Bora-Hansgrohe BOH | Bora-Hansgrohe BOH     | Bora-Hansgrohe BOH |
| ------------------ | ---------------------- | ------------------ |
| Nr.                | Rytter                 | Placering          |
| 71                 | Jordi Meeus (BEL)      | DNF                |
| 72                 | Marco Haller (AUT)     | 33.                |
| 73                 | Emil Herzog (GER)      | 63.                |
| 74                 | Bob Jungels (LUX)      | 126.               |
| 75                 | Jonas Koch (GER)       | 72.                |
| 76                 | Luis-Joe Lührs (GER)   | DNF                |
| 77                 | Cesare Benedetti (POL) | DNF                |

| Cofidis COF | Cofidis COF                | Cofidis COF |
| ----------- | -------------------------- | ----------- |
| Nr.         | Rytter                     | Placering   |
| 81          | Axel Zingle (FRA)          | DNF         |
| 82          | Aimé De Gendt (BEL)        | 23.         |
| 83          | Alexis Gougeard (FRA)      | 75.         |
| 84          | Nicolas Debeaumarché (FRA) | DNF         |
| 85          | Alexis Renard (FRA)        | DNF         |
| 86          | Nolann Mahoudo (FRA)       | DNF         |
| 87          | Piet Allegaert (BEL)       | DNS         |

| Decathlon-AG2R La Mondiale DAT | Decathlon-AG2R La Mondiale DAT | Decathlon-AG2R La Mondiale DAT |
| ------------------------------ | ------------------------------ | ------------------------------ |
| Nr.                            | Rytter                         | Placering                      |
| 91                             | Oliver Naesen (BEL)            | 4.                             |
| 92                             | Dries De Bondt (BEL)           | 19.                            |
| 93                             | Sander De Pestel (BEL)         | 65.                            |
| 94                             | Pierre Gautherat (FRA)         | 11.                            |
| 95                             | Jordan Labrosse (FRA)          | DNF                            |
| 96                             | Damien Touzé (FRA)             | 30.                            |
| 97                             | Edvald Boasson Hagen (NOR)     | 113.                           |

| EF Education-EasyPost EFE | EF Education-EasyPost EFE | EF Education-EasyPost EFE |
| ------------------------- | ------------------------- | ------------------------- |
| Nr.                       | Rytter                    | Placering                 |
| 101                       | Alberto Bettiol (ITA)     | 112.                      |
| 102                       | Stefan Bissegger (SUI)    | 130.                      |
| 103                       | Owain Doull (GBR)         | 91.                       |
| 104                       | Mikkel Honoré (DEN)       | DNF                       |
| 105                       | Harry Sweeny (AUS)        | DNF                       |
| 106                       | Jonas Rutsch (GER)        | 54.                       |
| 107                       | Michael Valgren (DEN)     | 67.                       |

| Groupama-FDJ GFC | Groupama-FDJ GFC        | Groupama-FDJ GFC |
| ---------------- | ----------------------- | ---------------- |
| Nr.              | Rytter                  | Placering        |
| 111              | Stefan Küng (SUI)       | 16.              |
| 112              | Sven Erik Bystrøm (NOR) | DNF              |
| 113              | Lewis Askey (GBR)       | 71.              |
| 114              | Olivier Le Gac (FRA)    | 86.              |
| 115              | Fabian Lienhard (SUI)   | 82.              |
| 116              | Clément Russo (FRA)     | 96.              |
| 117              | Samuel Watson (GBR)     | 97.              |

| Ineos Grenadiers IGD | Ineos Grenadiers IGD   | Ineos Grenadiers IGD |
| -------------------- | ---------------------- | -------------------- |
| Nr.                  | Rytter                 | Placering            |
| 121                  | Tom Pidcock (GBR)      | 8.                   |
| 122                  | Leo Hayter (GBR)       | 121.                 |
| 123                  | Salvatore Puccio (ITA) | 88.                  |
| 124                  | Luke Rowe (GBR)        | 77.                  |
| 125                  | Connor Swift (GBR)     | 50.                  |
| 126                  | Ben Turner (GBR)       | 58.                  |
| 127                  | Cameron Wurf (AUS)     | 81.                  |

| Lidl-Trek LTK | Lidl-Trek LTK                | Lidl-Trek LTK |
| ------------- | ---------------------------- | ------------- |
| Nr.           | Rytter                       | Placering     |
| 131           | Jasper Stuyven (BEL)         | 7.            |
| 132           | Otto Vergaerde (BEL)         | DNF           |
| 133           | Alex Kirsch (LUX) (landevej) | 20.           |
| 134           | Jonathan Milan (ITA)         | 70.           |
| 135           | Toms Skujiņš (LAT)           | 27.           |
| 136           | Tim Declercq (BEL)           | 60.           |
| 137           | Edward Theuns (BEL)          | 41.           |

| Movistar Team MOV | Movistar Team MOV             | Movistar Team MOV |
| ----------------- | ----------------------------- | ----------------- |
| Nr.               | Rytter                        | Placering         |
| 141               | Iván García Cortina (ESP)     | 15.               |
| 142               | Johan Jacobs (SUI)            | 26.               |
| 143               | Mathias Norsgaard (DEN)       | 76.               |
| 144               | Oier Lazkano (ESP) (landevej) | 121.              |
| 145               | Manlio Moro (ITA)             | 120.              |
| 146               | Gonzalo Serrano (ESP)         | 47.               |
| 147               | Albert Torres (ESP)           | 115.              |

| Team dsm-firmenich PostNL DFP | Team dsm-firmenich PostNL DFP | Team dsm-firmenich PostNL DFP |
| ----------------------------- | ----------------------------- | ----------------------------- |
| Nr.                           | Rytter                        | Placering                     |
| 151                           | Patrick Eddy (AUS)            | DNF                           |
| 152                           | Sean Flynn (GBR)              | 57.                           |
| 153                           | Bram Welten (NED)             | DNF                           |
| 154                           | Niklas Märkl (GER)            | 89.                           |
| 155                           | Tim Naberman (NED)            | DNF                           |
| 156                           | Frank van den Broek (NED)     | 48.                           |
| 157                           | Pavel Bittner (CZE)           | 52.                           |

| Team Jayco AlUla JAY | Team Jayco AlUla JAY          | Team Jayco AlUla JAY |
| -------------------- | ----------------------------- | -------------------- |
| Nr.                  | Rytter                        | Placering            |
| 161                  | Luke Durbridge (AUS)          | 53.                  |
| 162                  | Lawson Craddock (USA)         | 94.                  |
| 163                  | Anders Foldager (DEN)         | DNF                  |
| 164                  | Amund Grøndahl Jansen (NOR)   | 74.                  |
| 165                  | Christopher Juul-Jensen (DEN) | 119.                 |
| 166                  | Blake Quick (AUS)             | 125.                 |
| 167                  | Campbell Stewart (NZL)        | 127.                 |

| UAE Team Emirates UAD | UAE Team Emirates UAD         | UAE Team Emirates UAD |
| --------------------- | ----------------------------- | --------------------- |
| Nr.                   | Rytter                        | Placering             |
| 171                   | Tim Wellens (BEL)             | 12.                   |
| 172                   | Filippo Baroncini (ITA)       | DNF                   |
| 173                   | Álvaro Hodeg (COL)            | DNF                   |
| 174                   | António Morgado (POR)         | 25.                   |
| 175                   | Nils Politt (GER)             | 2.                    |
| 176                   | Michael Vink (NZL)            | 109.                  |
| 177                   | Rui Oliveira (POR) (landevej) | DNF                   |

| Lotto Dstny LTD | Lotto Dstny LTD          | Lotto Dstny LTD |
| --------------- | ------------------------ | --------------- |
| Nr.             | Rytter                   | Placering       |
| 181             | Arnaud De Lie (BEL)      | 10.             |
| 182             | Victor Campenaerts (BEL) | 37.             |
| 183             | Jasper De Buyst (BEL)    | 39.             |
| 184             | Cedric Beullens (BEL)    | 28.             |
| 185             | Sébastien Grignard (BEL) | DNF             |
| 186             | Brent Van Moer (BEL)     | 38.             |
| 187             | Pascal Eenkhoorn (NED)   | 46.             |

| Team Flanders-Baloise TFB | Team Flanders-Baloise TFB | Team Flanders-Baloise TFB |
| ------------------------- | ------------------------- | ------------------------- |
| Nr.                       | Rytter                    | Placering                 |
| 191                       | Alex Colman (BEL)         | DNF                       |
| 192                       | Kamiel Bonneu (BEL)       | DNF                       |
| 193                       | Lars Craps (BEL)          | 104.                      |
| 194                       | Jules Hesters (BEL)       | 100.                      |
| 195                       | Elias Maris (BEL)         | 114.                      |
| 196                       | Dylan Vandenstorme (BEL)  | 111.                      |
| 197                       | Ward Vanhoof (BEL)        | 108.                      |

| Bingoal WB BWB | Bingoal WB BWB          | Bingoal WB BWB |
| -------------- | ----------------------- | -------------- |
| Nr.            | Rytter                  | Placering      |
| 201            | Nathan Vandepitte (FRA) | 79.            |
| 202            | Ceriel Desal (BEL)      | 110.           |
| 203            | Luca De Meester (BEL)   | 101.           |
| 204            | Luca Van Boven (BEL)    | 51.            |
| 205            | Kenneth Van Rooy (BEL)  | 92.            |
| 206            | Jelle Vermoote (BEL)    | 98.            |
| 207            | Louis Blouwe (BEL)      | 105.           |

| Israel-Premier Tech IPT | Israel-Premier Tech IPT | Israel-Premier Tech IPT |
| ----------------------- | ----------------------- | ----------------------- |
| Nr.                     | Rytter                  | Placering               |
| 211                     | Dylan Teuns (BEL)       | 22.                     |
| 212                     | Derek Gee (CAN)         | DNF                     |
| 213                     | Krists Neilands (LAT)   | 64.                     |
| 214                     | Riley Sheehan (USA)     | DNF                     |
| 215                     | Riley Pickrell (CAN)    | 61.                     |
| 216                     | Tom Van Asbroeck (BEL)  | 42.                     |
| 217                     | Ethan Vernon (GBR)      | 103.                    |

| Q36.5 Pro Cycling Team Q36 | Q36.5 Pro Cycling Team Q36 | Q36.5 Pro Cycling Team Q36 |
| -------------------------- | -------------------------- | -------------------------- |
| Nr.                        | Rytter                     | Placering                  |
| 221                        | Fabio Christen (SUI)       | 49.                        |
| 222                        | Kamil Małecki (POL)        | 99.                        |
| 223                        | Rory Townsend (IRL)        | DNF                        |
| 224                        | Tobias Ludvigsson (SWE)    | 68.                        |
| 225                        | Nicolò Parisini (ITA)      | 56.                        |
| 226                        | Jannik Steimle (GER)       | 107.                       |
| 227                        | Cyrus Monk (AUS)           | 106.                       |

| Tudor Pro Cycling Team TUD | Tudor Pro Cycling Team TUD      | Tudor Pro Cycling Team TUD |
| -------------------------- | ------------------------------- | -------------------------- |
| Nr.                        | Rytter                          | Placering                  |
| 231                        | Matteo Trentin (ITA)            | 9.                         |
| 232                        | Jacob Eriksson (SWE) (landevej) | DNF                        |
| 233                        | Alexander Krieger (GER)         | DNF                        |
| 234                        | Petr Kelemen (CZE)              | 90.                        |
| 235                        | Arthur Kluckers (LUX)           | 78.                        |
| 236                        | Marius Mayrhofer (GER)          | DNF                        |
| 237                        | Tom Bohli (SUI)                 | DNF                        |

| Uno-X Mobility UXM | Uno-X Mobility UXM          | Uno-X Mobility UXM |
| ------------------ | --------------------------- | ------------------ |
| Nr.                | Rytter                      | Placering          |
| 241                | Alexander Kristoff (NOR)    | 14.                |
| 242                | Stian Fredheim (NOR)        | 69.                |
| 243                | Markus Hoelgaard (NOR)      | 36.                |
| 244                | Jonas Abrahamsen (NOR)      | 59.                |
| 245                | Erik Nordsæter Resell (NOR) | DNF                |
| 246                | Rasmus Tiller (NOR)         | 32.                |
| 247                | Søren Wærenskjold (NOR)     | DNF                |

| Team Visma \| Lease a Bike TVL | Team Visma \| Lease a Bike TVL      | Team Visma \| Lease a Bike TVL |
| ------------------------------ | ----------------------------------- | ------------------------------ |
| Nr.                            | Rytter                              | Placering                      |
| 1                              | Dylan van Baarle (NED) (landevej)   | 34.                            |
| 2                              | Wout van Aert (BEL)                 | 3.                             |
| 3                              | Christophe Laporte (FRA) (landevej) | 5.                             |
| 4                              | Tiesj Benoot (BEL)                  | 35.                            |
| 5                              | Jan Tratnik (SLO)                   | 1.                             |
| 6                              | Matteo Jorgenson (USA)              | 29.                            |
| 7                              | Edoardo Affini (ITA)                | 95.                            |

| Alpecin-Deceuninck ADC | Alpecin-Deceuninck ADC  | Alpecin-Deceuninck ADC |
| ---------------------- | ----------------------- | ---------------------- |
| Nr.                    | Rytter                  | Placering              |
| 11                     | Jasper Philipsen (BEL)  | 66.                    |
| 12                     | Michael Gogl (AUT)      | 73.                    |
| 13                     | Quinten Hermans (BEL)   | 132.                   |
| 14                     | Lars Boven (NED)        | DNF                    |
| 15                     | Oscar Riesebeek (NED)   | 131.                   |
| 16                     | Stan Van Tricht (BEL)   | 118.                   |
| 17                     | Gianni Vermeersch (BEL) | 18.                    |

| Soudal Quick-Step SOQ | Soudal Quick-Step SOQ    | Soudal Quick-Step SOQ |
| --------------------- | ------------------------ | --------------------- |
| Nr.                   | Rytter                   | Placering             |
| 21                    | Julian Alaphilippe (FRA) | DNF                   |
| 22                    | Kasper Asgreen (DEN)     | DNF                   |
| 23                    | Josef Černý (CZE)        | 124.                  |
| 24                    | Yves Lampaert (BEL)      | 21.                   |
| 25                    | Gianni Moscon (ITA)      | 80.                   |
| 26                    | Casper Pedersen (DEN)    | 40.                   |
| 27                    | Warre Vangheluwe (BEL)   | DNF                   |

| Intermarché-Wanty IWA | Intermarché-Wanty IWA           | Intermarché-Wanty IWA |
| --------------------- | ------------------------------- | --------------------- |
| Nr.                   | Rytter                          | Placering             |
| 31                    | Biniam Girmay (ERI)             | 55.                   |
| 32                    | Dries De Pooter (BEL)           | 87.                   |
| 33                    | Hugo Page (FRA)                 | 44.                   |
| 34                    | Adrien Petit (FRA)              | 117.                  |
| 35                    | Laurenz Rex (BEL)               | 6.                    |
| 36                    | Mike Teunissen (NED)            | 13.                   |
| 37                    | Roel van Sintmaartensdijk (NED) | 116.                  |

| Arkéa-B&B Hotels ARK | Arkéa-B&B Hotels ARK   | Arkéa-B&B Hotels ARK |
| -------------------- | ---------------------- | -------------------- |
| Nr.                  | Rytter                 | Placering            |
| 41                   | Florian Sénéchal (FRA) | DNF                  |
| 42                   | Amaury Capiot (BEL)    | 45.                  |
| 43                   | Mathis Le Berre (FRA)  | 85.                  |
| 44                   | Alan Riou (FRA)        | 123.                 |
| 45                   | Luca Mozzato (ITA)     | 128.                 |
| 46                   | Łukasz Owsian (POL)    | 93.                  |
| 47                   | Jenthe Biermans (BEL)  | 17.                  |

| Astana Qazaqstan Team AST | Astana Qazaqstan Team AST         | Astana Qazaqstan Team AST |
| ------------------------- | --------------------------------- | ------------------------- |
| Nr.                       | Rytter                            | Placering                 |
| 51                        | Cees Bol (NED)                    | 84.                       |
| 52                        | Jevgenij Fedorov (KAZ)            | 83.                       |
| 53                        | Samuele Battistella (ITA)         | 129.                      |
| 54                        | Max Kanter (GER)                  | DNF                       |
| 55                        | Aleksej Lutsenko (KAZ) (landevej) | 31.                       |
| 56                        | Ide Schelling (NED)               | 43.                       |
| 57                        | Rüdiger Selig (GER)               | DNF                       |

| Bahrain Victorious TBV | Bahrain Victorious TBV       | Bahrain Victorious TBV |
| ---------------------- | ---------------------------- | ---------------------- |
| Nr.                    | Rytter                       | Placering              |
| 61                     | Matevž Govekar (SLO)         | DNF                    |
| 62                     | Kamil Gradek (POL)           | DNF                    |
| 63                     | Fran Miholjević (CRO)        | 102.                   |
| 64                     | Matej Mohorič (SLO)          | 24.                    |
| 65                     | Andrea Pasqualon (ITA)       | 62.                    |
| 66                     | Fred Wright (GBR) (landevej) | DNF                    |
| 67                     | Dušan Rajović (SRB)          | DNF                    |

| Bora-Hansgrohe BOH | Bora-Hansgrohe BOH     | Bora-Hansgrohe BOH |
| ------------------ | ---------------------- | ------------------ |
| Nr.                | Rytter                 | Placering          |
| 71                 | Jordi Meeus (BEL)      | DNF                |
| 72                 | Marco Haller (AUT)     | 33.                |
| 73                 | Emil Herzog (GER)      | 63.                |
| 74                 | Bob Jungels (LUX)      | 126.               |
| 75                 | Jonas Koch (GER)       | 72.                |
| 76                 | Luis-Joe Lührs (GER)   | DNF                |
| 77                 | Cesare Benedetti (POL) | DNF                |

| Cofidis COF | Cofidis COF                | Cofidis COF |
| ----------- | -------------------------- | ----------- |
| Nr.         | Rytter                     | Placering   |
| 81          | Axel Zingle (FRA)          | DNF         |
| 82          | Aimé De Gendt (BEL)        | 23.         |
| 83          | Alexis Gougeard (FRA)      | 75.         |
| 84          | Nicolas Debeaumarché (FRA) | DNF         |
| 85          | Alexis Renard (FRA)        | DNF         |
| 86          | Nolann Mahoudo (FRA)       | DNF         |
| 87          | Piet Allegaert (BEL)       | DNS         |

| Decathlon-AG2R La Mondiale DAT | Decathlon-AG2R La Mondiale DAT | Decathlon-AG2R La Mondiale DAT |
| ------------------------------ | ------------------------------ | ------------------------------ |
| Nr.                            | Rytter                         | Placering                      |
| 91                             | Oliver Naesen (BEL)            | 4.                             |
| 92                             | Dries De Bondt (BEL)           | 19.                            |
| 93                             | Sander De Pestel (BEL)         | 65.                            |
| 94                             | Pierre Gautherat (FRA)         | 11.                            |
| 95                             | Jordan Labrosse (FRA)          | DNF                            |
| 96                             | Damien Touzé (FRA)             | 30.                            |
| 97                             | Edvald Boasson Hagen (NOR)     | 113.                           |

| EF Education-EasyPost EFE | EF Education-EasyPost EFE | EF Education-EasyPost EFE |
| ------------------------- | ------------------------- | ------------------------- |
| Nr.                       | Rytter                    | Placering                 |
| 101                       | Alberto Bettiol (ITA)     | 112.                      |
| 102                       | Stefan Bissegger (SUI)    | 130.                      |
| 103                       | Owain Doull (GBR)         | 91.                       |
| 104                       | Mikkel Honoré (DEN)       | DNF                       |
| 105                       | Harry Sweeny (AUS)        | DNF                       |
| 106                       | Jonas Rutsch (GER)        | 54.                       |
| 107                       | Michael Valgren (DEN)     | 67.                       |

| Groupama-FDJ GFC | Groupama-FDJ GFC        | Groupama-FDJ GFC |
| ---------------- | ----------------------- | ---------------- |
| Nr.              | Rytter                  | Placering        |
| 111              | Stefan Küng (SUI)       | 16.              |
| 112              | Sven Erik Bystrøm (NOR) | DNF              |
| 113              | Lewis Askey (GBR)       | 71.              |
| 114              | Olivier Le Gac (FRA)    | 86.              |
| 115              | Fabian Lienhard (SUI)   | 82.              |
| 116              | Clément Russo (FRA)     | 96.              |
| 117              | Samuel Watson (GBR)     | 97.              |

| Ineos Grenadiers IGD | Ineos Grenadiers IGD   | Ineos Grenadiers IGD |
| -------------------- | ---------------------- | -------------------- |
| Nr.                  | Rytter                 | Placering            |
| 121                  | Tom Pidcock (GBR)      | 8.                   |
| 122                  | Leo Hayter (GBR)       | 121.                 |
| 123                  | Salvatore Puccio (ITA) | 88.                  |
| 124                  | Luke Rowe (GBR)        | 77.                  |
| 125                  | Connor Swift (GBR)     | 50.                  |
| 126                  | Ben Turner (GBR)       | 58.                  |
| 127                  | Cameron Wurf (AUS)     | 81.                  |

| Lidl-Trek LTK | Lidl-Trek LTK                | Lidl-Trek LTK |
| ------------- | ---------------------------- | ------------- |
| Nr.           | Rytter                       | Placering     |
| 131           | Jasper Stuyven (BEL)         | 7.            |
| 132           | Otto Vergaerde (BEL)         | DNF           |
| 133           | Alex Kirsch (LUX) (landevej) | 20.           |
| 134           | Jonathan Milan (ITA)         | 70.           |
| 135           | Toms Skujiņš (LAT)           | 27.           |
| 136           | Tim Declercq (BEL)           | 60.           |
| 137           | Edward Theuns (BEL)          | 41.           |

| Movistar Team MOV | Movistar Team MOV             | Movistar Team MOV |
| ----------------- | ----------------------------- | ----------------- |
| Nr.               | Rytter                        | Placering         |
| 141               | Iván García Cortina (ESP)     | 15.               |
| 142               | Johan Jacobs (SUI)            | 26.               |
| 143               | Mathias Norsgaard (DEN)       | 76.               |
| 144               | Oier Lazkano (ESP) (landevej) | 121.              |
| 145               | Manlio Moro (ITA)             | 120.              |
| 146               | Gonzalo Serrano (ESP)         | 47.               |
| 147               | Albert Torres (ESP)           | 115.              |

| Team dsm-firmenich PostNL DFP | Team dsm-firmenich PostNL DFP | Team dsm-firmenich PostNL DFP |
| ----------------------------- | ----------------------------- | ----------------------------- |
| Nr.                           | Rytter                        | Placering                     |
| 151                           | Patrick Eddy (AUS)            | DNF                           |
| 152                           | Sean Flynn (GBR)              | 57.                           |
| 153                           | Bram Welten (NED)             | DNF                           |
| 154                           | Niklas Märkl (GER)            | 89.                           |
| 155                           | Tim Naberman (NED)            | DNF                           |
| 156                           | Frank van den Broek (NED)     | 48.                           |
| 157                           | Pavel Bittner (CZE)           | 52.                           |

| Team Jayco AlUla JAY | Team Jayco AlUla JAY          | Team Jayco AlUla JAY |
| -------------------- | ----------------------------- | -------------------- |
| Nr.                  | Rytter                        | Placering            |
| 161                  | Luke Durbridge (AUS)          | 53.                  |
| 162                  | Lawson Craddock (USA)         | 94.                  |
| 163                  | Anders Foldager (DEN)         | DNF                  |
| 164                  | Amund Grøndahl Jansen (NOR)   | 74.                  |
| 165                  | Christopher Juul-Jensen (DEN) | 119.                 |
| 166                  | Blake Quick (AUS)             | 125.                 |
| 167                  | Campbell Stewart (NZL)        | 127.                 |

| UAE Team Emirates UAD | UAE Team Emirates UAD         | UAE Team Emirates UAD |
| --------------------- | ----------------------------- | --------------------- |
| Nr.                   | Rytter                        | Placering             |
| 171                   | Tim Wellens (BEL)             | 12.                   |
| 172                   | Filippo Baroncini (ITA)       | DNF                   |
| 173                   | Álvaro Hodeg (COL)            | DNF                   |
| 174                   | António Morgado (POR)         | 25.                   |
| 175                   | Nils Politt (GER)             | 2.                    |
| 176                   | Michael Vink (NZL)            | 109.                  |
| 177                   | Rui Oliveira (POR) (landevej) | DNF                   |

| Lotto Dstny LTD | Lotto Dstny LTD          | Lotto Dstny LTD |
| --------------- | ------------------------ | --------------- |
| Nr.             | Rytter                   | Placering       |
| 181             | Arnaud De Lie (BEL)      | 10.             |
| 182             | Victor Campenaerts (BEL) | 37.             |
| 183             | Jasper De Buyst (BEL)    | 39.             |
| 184             | Cedric Beullens (BEL)    | 28.             |
| 185             | Sébastien Grignard (BEL) | DNF             |
| 186             | Brent Van Moer (BEL)     | 38.             |
| 187             | Pascal Eenkhoorn (NED)   | 46.             |

| Team Flanders-Baloise TFB | Team Flanders-Baloise TFB | Team Flanders-Baloise TFB |
| ------------------------- | ------------------------- | ------------------------- |
| Nr.                       | Rytter                    | Placering                 |
| 191                       | Alex Colman (BEL)         | DNF                       |
| 192                       | Kamiel Bonneu (BEL)       | DNF                       |
| 193                       | Lars Craps (BEL)          | 104.                      |
| 194                       | Jules Hesters (BEL)       | 100.                      |
| 195                       | Elias Maris (BEL)         | 114.                      |
| 196                       | Dylan Vandenstorme (BEL)  | 111.                      |
| 197                       | Ward Vanhoof (BEL)        | 108.                      |

| Bingoal WB BWB | Bingoal WB BWB          | Bingoal WB BWB |
| -------------- | ----------------------- | -------------- |
| Nr.            | Rytter                  | Placering      |
| 201            | Nathan Vandepitte (FRA) | 79.            |
| 202            | Ceriel Desal (BEL)      | 110.           |
| 203            | Luca De Meester (BEL)   | 101.           |
| 204            | Luca Van Boven (BEL)    | 51.            |
| 205            | Kenneth Van Rooy (BEL)  | 92.            |
| 206            | Jelle Vermoote (BEL)    | 98.            |
| 207            | Louis Blouwe (BEL)      | 105.           |

| Israel-Premier Tech IPT | Israel-Premier Tech IPT | Israel-Premier Tech IPT |
| ----------------------- | ----------------------- | ----------------------- |
| Nr.                     | Rytter                  | Placering               |
| 211                     | Dylan Teuns (BEL)       | 22.                     |
| 212                     | Derek Gee (CAN)         | DNF                     |
| 213                     | Krists Neilands (LAT)   | 64.                     |
| 214                     | Riley Sheehan (USA)     | DNF                     |
| 215                     | Riley Pickrell (CAN)    | 61.                     |
| 216                     | Tom Van Asbroeck (BEL)  | 42.                     |
| 217                     | Ethan Vernon (GBR)      | 103.                    |

| Q36.5 Pro Cycling Team Q36 | Q36.5 Pro Cycling Team Q36 | Q36.5 Pro Cycling Team Q36 |
| -------------------------- | -------------------------- | -------------------------- |
| Nr.                        | Rytter                     | Placering                  |
| 221                        | Fabio Christen (SUI)       | 49.                        |
| 222                        | Kamil Małecki (POL)        | 99.                        |
| 223                        | Rory Townsend (IRL)        | DNF                        |
| 224                        | Tobias Ludvigsson (SWE)    | 68.                        |
| 225                        | Nicolò Parisini (ITA)      | 56.                        |
| 226                        | Jannik Steimle (GER)       | 107.                       |
| 227                        | Cyrus Monk (AUS)           | 106.                       |

| Tudor Pro Cycling Team TUD | Tudor Pro Cycling Team TUD      | Tudor Pro Cycling Team TUD |
| -------------------------- | ------------------------------- | -------------------------- |
| Nr.                        | Rytter                          | Placering                  |
| 231                        | Matteo Trentin (ITA)            | 9.                         |
| 232                        | Jacob Eriksson (SWE) (landevej) | DNF                        |
| 233                        | Alexander Krieger (GER)         | DNF                        |
| 234                        | Petr Kelemen (CZE)              | 90.                        |
| 235                        | Arthur Kluckers (LUX)           | 78.                        |
| 236                        | Marius Mayrhofer (GER)          | DNF                        |
| 237                        | Tom Bohli (SUI)                 | DNF                        |

| Uno-X Mobility UXM | Uno-X Mobility UXM          | Uno-X Mobility UXM |
| ------------------ | --------------------------- | ------------------ |
| Nr.                | Rytter                      | Placering          |
| 241                | Alexander Kristoff (NOR)    | 14.                |
| 242                | Stian Fredheim (NOR)        | 69.                |
| 243                | Markus Hoelgaard (NOR)      | 36.                |
| 244                | Jonas Abrahamsen (NOR)      | 59.                |
| 245                | Erik Nordsæter Resell (NOR) | DNF                |
| 246                | Rasmus Tiller (NOR)         | 32.                |
| 247                | Søren Wærenskjold (NOR)     | DNF                |